# University of Saint Michael's College
L'University of St. Michael's College è un'università pubblica con sede a Toronto, nel Canada. Fu fondata nel 1852.